# Evangelisch-Lutherisches Dekanat Weiden in der Oberpfalz
Das Evangelisch-Lutherische Dekanat Weiden in der Oberpfalz war bis 2024 einer der damals acht Dekanatsbezirke des Kirchenkreises Regensburg in der Evangelisch-Lutherischen Kirche in Bayern.
Der Bezirk lag im nördlichen Teil der Oberpfalz. Politisch liegen die Kirchengemeinden in den Landkreisen Bayreuth,  Neustadt an der Waldnaab, Tirschenreuth und Schwandorf, sowie in der kreisfreien Stadt Weiden in der Oberpfalz.
Das Dekanat Weiden ist am 1. Juli 2024 mit den Dekanaten Cham und Sulzbach-Rosenberg zum Dekanat Cham/Sulzbach-Rosenberg/Weiden fusioniert.

## Geschichte
Im Bezirk lagen neben Diasporagemeinden auch Gemeinden, die seit der Reformation bestehen.
Das Herzogtum Pfalz-Neuburg entstand 1505 nach dem Landshuter Erbfolgekrieg. Pfalzgraf Ottheinrich ließ am 22. Juni 1542 per Edikt die Reformation einführen. Zum Herrschaftsgebiet gehörten auch Erbendorf, Floß mit der Filiale Flossenbürg, Kaltenbrunn mit Freihung und Thannsüß, Kohlberg mit Etzenricht, Neunkirchen und Mantel, Plößberg mit Püchersreuth, Schönkirch und Wildenau, Wilchenreuth mit Rothenstadt, Vohenstrauß. In St. Michael in Weiden wurde bereits ab 1522 evangelisch gepredigt. In Thumsenreuth und Krummennaab hielt die Reformation um 1540, in Wildenreuth und Kirchdemenreuth um 1550 Einzug. Dort lagen die Kirchenpatronate bei den Rittergütern. Während des Dreißigjährigen Kriegs kam es zur Gegenreformation. Durch den Westfälischen Frieden wurden rekatholisierte Gebiete, die im Normaljahr 1624 evangelisch waren, vielerorts wieder evangelisch. Die Wiederherstellung erfolgte 1649. Als Besonderheit wurde in den oberpfälzischen Gebieten das Simultaneum eingeführt und im 20. Jahrhundert größtenteils wieder aufgelöst: Erbendorf (1663–1923), Floß (1653–1913), Kaltenbrunn (1663), Kohlberg (1663), Mantel (1663–1899), Neunkirchen (1663–1910), Plößberg (1653–1911), Rothenstadt (1653–1909), Thumsenreuth (1663), Vohenstrauß (1653–1928), Weiden (1663–1900), Wilchenreuth (1653–1909), Wildenreuth (1663) und Wildenau (1663–1911).
Neustadt am Kulm und Wirbenz lagen im Gebiet der Markgrafschaft Brandenburg-Kulmbach und wurden 1529 evangelisch. 1840 kamen sie zum Dekanat Weiden, das 1810 gegründet worden war.
Gemeindeneugründungen in der Diaspora sind Eschenbach in der Oberpfalz (1928), Grafenwöhr (1917), Mitterteich (1899), Neustadt an der Waldnaab (1950), Tirschenreuth (1913), Waldsassen (1859), Windischeschenbach (1928).

## Kirchengemeinden
Zum Zeitpunkt der Auflösung gehörten zum Dekanatsbezirk 35 Kirchengemeinden in 24 Pfarreien. Im Folgenden sind die Pfarreien, deren Kirchengemeinden und Kirchen aufgeführt.
- Pfarrei Erbendorf
  - Kirchengemeinde Erbendorf, Martin-Luther-Kirche
- Pfarrei Eschenbach
  - Kirchengemeinde Eschenbach in der Oberpfalz-Kirchenthumbach, Kreuzkirche in Eschenbach und St. Johannes in Kirchenthumbach
- Pfarrei Floß-Flossenbürg
  - Kirchengemeinde Floß (Oberpfalz), St. Johannes Baptista
  - Kirchengemeinde Flossenbürg, St. Pankratius
- Pfarrei Grafenwöhr-Pressath
  - Kirchengemeinde Grafenwöhr-Pressath, Michaelskirche in Grafenwöhr
- Pfarrei Kaltenbrunn
  - Kirchengemeinde Kaltenbrunn, St. Martin
  - Kirchengemeinde Freihung, Friedenskirche
  - Kirchengemeinde Thansüß, St. Katharina
  - Kirchengemeinde Vilseck, Gnadenkirche
- Pfarrei Kohlberg
  - Kirchengemeinde Kohlberg, St. Nikolaus in Kohlberg, Friedenskirche in Weiherhammer
- Pfarrei Mitterteich
  - Kirchengemeinde Mitterteich, Christuskirche
  - Kirchengemeinde Wiesau, Auferstehungskirche
- Pfarrei Neunkirchen/Mantel
  - Kirchengemeinde Neunkirchen-Mantel, Dionysiuskirche, St. Peter und Paul
- Pfarrei Neustadt am Kulm
  - Kirchengemeinde Neustadt am Kulm, Dreieinigkeitskirche
- Pfarrei Neustadt an der Waldnaab-Wilchenreuth
  - Kirchengemeinde Neustadt an der Waldnaab, Martin-Luther-Kirche
  - Kirchengemeinde Altenstadt an der Waldnaab, Jesus-Christus-Kirche
  - Kirchengemeinde Wilchenreuth, St. Ulrich
- Pfarrei Plößberg-Püchersreuth-Wildenau-Schönkirch
  - Kirchengemeinde Plößberg, St. Georg
  - Kirchengemeinde Schönkirch, St. Michael
  - Kirchengemeinde Püchersreuth, St. Peter und Paul
  - Kirchengemeinde Wildenau, St. Erhard
- Pfarrei Rothenstadt-Etzenricht
  - Kirchengemeinde Rothenstadt,  St. Bartholomäus
  - Kirchengemeinde Etzenricht, St. Nikolaus
- Pfarrei Speichersdorf
  - Kirchengemeinde Speichersdorf, Christuskirche
- Pfarrei Thumsenreuth/Krummennaab
  - Kirchengemeinde Thumsenreuth, Ägidienkirche
  - Kirchengemeinde Krummennaab, Leonhardikirche und Schlosskapelle in Friedenfels
- Pfarrei Tirschenreuth-Waldsassen
  - Kirchengemeinde Tirschenreuth, Erlöserkirche
  - Kirchengemeinde Waldsassen, Friedenskirche
- Pfarrei Vohenstrauß
  - Kirchengemeinde Vohenstrauß, Stadtkirche in Vohenstrauß, Johannes der Täufer in Altenstadt bei Vohenstrauß
- Pfarrei Weiden-St.Markus
  - Kirchengemeinde Weiden in der Oberpfalz, St. Markus
- Pfarrei Weiden-St.Michael
  - Kirchengemeinde Weiden in der Oberpfalz, St. Michael
- Pfarrei Wernberg-Köblitz
  - Kirchengemeinde Wernberg-Köblitz, Erlöserkirche
- Pfarrei Wildenreuth-Kirchendemenreuth-Parkstein
  - Kirchengemeinde Wildenreuth, St. Jakob
  - Kirchengemeinde Kirchendemenreuth, Evang.-Luth. Kirche
  - Kirchengemeinde Parkstein, Evang.-Luth. Kirche
- Pfarrei Windischeschenbach
  - Kirchengemeinde Windischeschenbach, Christuskirche
- Pfarrei Wirbenz
  - Kirchengemeinde Wirbenz, St. Johannis
  - Kirchengemeinde Immenreuth, Christuskirche
  - Kirchengemeinde Kemnath, Friedenskirche